# Washington University in St. Louis

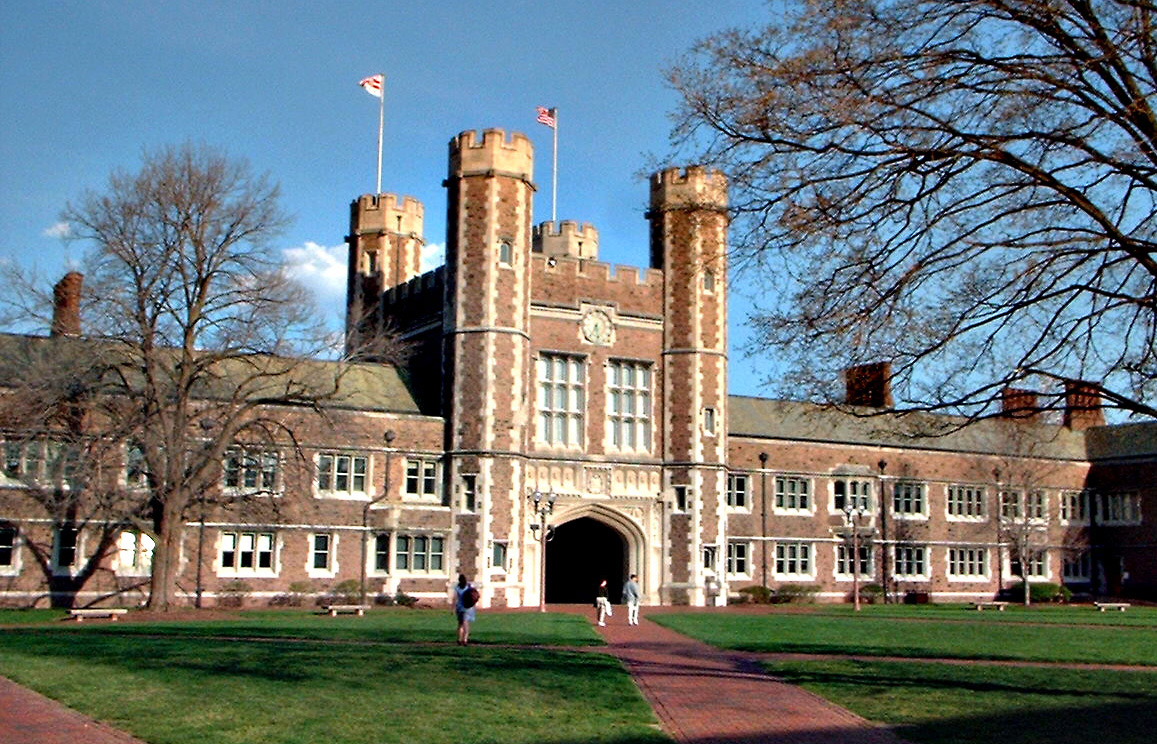
Brookings Hall

Die Washington University in St. Louis ist eine private US-amerikanische Universität in St. Louis, Missouri. Sie ist Mitglied der Association of American Universities, einem seit 1900 bestehenden Verbund führender forschungsintensiver nordamerikanischer Universitäten.
Zu der Hochschule gehören 14 Bibliotheken mit insgesamt 3,6 Millionen Publikationen sowie zahlreiche wissenschaftliche Institute und Zentren.

## Geschichte

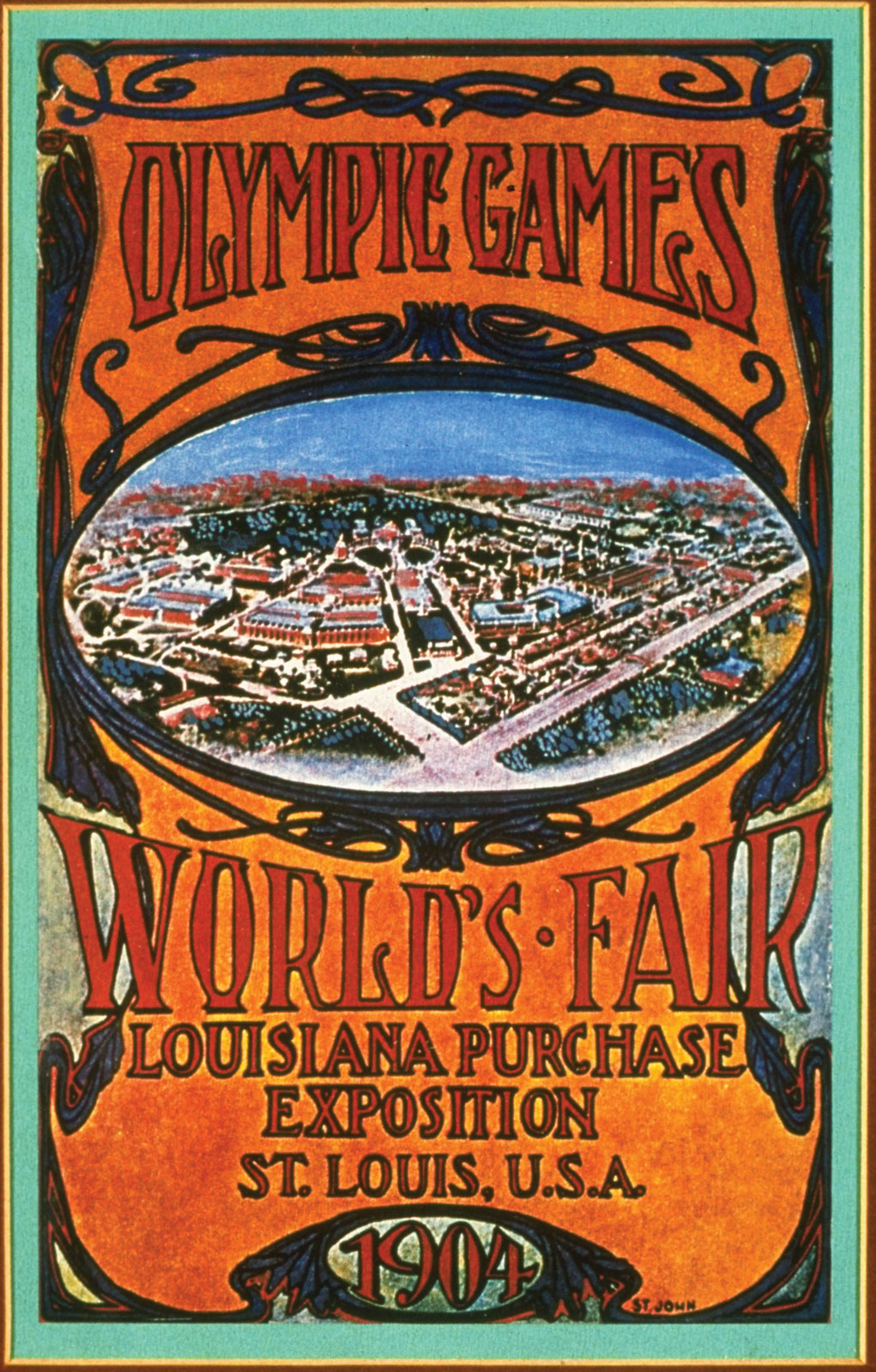
Die Washington University war der Standort der Olympischen Sommerspiele 1904.

Die Gründung erfolgte 1853 durch den Unitarier William Greenleaf Eliot, den Großvater des Schriftstellers T. S. Eliot, und Wayman Crow. Zunächst erhielt sie Eliot zu Ehren den Namen „Eliot Seminary“, dem dies allerdings weniger behagte, so dass sie schon 1854 den Namen „Washington Institute in St. Louis“ erhielt. 1857 wurde der Name auf ein einfaches „Washington University“ abgekürzt. Da es aber oft zu Verwechslungen mit den 17 weiteren Institutionen gleichen Namens kam, erhielt die Universität 1976 ihre jetzige Bezeichnung. Meist wird auf sie kurz mit „Wash. U.“ oder „WUSTL“ Bezug genommen.

## Zahlen zu den Studierenden und den Dozenten
Im Herbst 2020 waren 15.449 Studierende an der Wash. U. eingeschrieben. Davon strebten 7.653 (49,5 %) ihren ersten Studienabschluss an, sie waren also undergraduates. Von diesen waren 53 % weiblich und 47 % männlich; 18 % bezeichneten sich als asiatisch, 9 % als schwarz/afroamerikanisch, 10 % als Hispanic/Latino und 48 % als weiß. 7.796 (50,5 %) arbeiteten auf einen weiteren Abschluss hin, sie waren graduates. Es lehrten 2.179 Dozenten an der Universität, davon 1.717 in Vollzeit und 462 in Teilzeit.

## Vermögen
Das Stiftungsvermögen der Wash. U. hatte Mitte 2023 einen Wert von 11,47 Milliarden US-Dollar, 6,41 % weniger als im Vorjahr. Damit lag die Universität 2023 auf Platz 15 der vermögendsten Hochschulen der USA und Kanadas.
| Jahr | Vermögen      | Veränderung zum Vorjahr | Rang |
| ---- | ------------- | ----------------------- | ---- |
| 2017 | 7,131 Mrd. $  |                         |      |
| 2018 | 7,594 Mrd. $  | + 6,5 %                 | 16   |
| 2019 | 7,954 Mrd. $  | + 4,74 %                | 16   |
| 2020 | 8,420 Mrd. $  | + 5,87 %                | 15   |
| 2021 | 13,536 Mrd. $ | + 60,8 %                | 13   |
| 2022 | 12,252 Mrd. $ | − 9,48 %                | 14   |
| 2023 | 11,467 Mrd. $ | − 6,41 %                | 15   |

## Sport
Die Sportteams sind die Bears. Die Hochschule ist Mitglied in der University Athletic Association.

## Ranking
In allen beachteten Rankings der letzten Jahre rangieren sämtliche größeren Fachbereiche innerhalb der Top 20 unter den Universitäten in den USA. Über 90 % statt landesweit weniger als die Hälfte der schwarzen Studenten beenden das Studium erfolgreich, was in den USA allgemein als Hinweis auf eine hohe Lehrqualität gewertet wird, da es ein sehr typisches Merkmal für die etabliertesten Universitäten ist.

## Persönlichkeiten

### Kunst und Literatur
- Morris Carnovsky  (1897–1992), Bühnen- und Filmschauspieler
- Max Beckmann (1884–1950), Maler
- Leslie Chabay (1907–1989), klassischer Sänger, Professor
- Anita Diamant (* 1951), Romanautorin
- Charles Eames (1907–1978), US-amerikanischer Designer und Architekt
- Bernard Fuchs, Maler
- John Gardner (1933–1982), Romanautor
- Robert Guillaume (1927–2017), Schauspieler
- Henry Hampton, Filmproduzent
- A. E. Hotchner (1917–2020), Autor
- Fannie Hurst (1889–1968), Autorin und Sozialaktivistin
- Horst W. Janson (1913–1982), Kunsthistoriker
- Josephine Winslow Johnson (1910–1990), Autorin und Gewinnerin des Pulitzer-Preises
- Udo Kultermann (1927–2013), Kunsthistoriker
- Paul Michael Lützeler (* 1943), deutsch-amerikanischer Literaturwissenschaftler
- Edward Shepherd Mead, Dramatiker („How To Succeed in Business Without Really Trying“)
- James E. McLeod (1944–2011), Germanist
- David Merrick (1911–2000), Produzent am Broadway
- Oliver Nelson (1932–1975), Jazzmusiker und -komponist
- J. D. Parran, Jazzmusiker
- Harold Ramis (1944–2014), Filmschauspieler und -regisseur, Drehbuchautor
- Eugene B. Redmond, Dichter und Bürgerrechtler
- Peter Roos (* 1950), Schriftsteller und Journalist
- Peter Sarsgaard (* 1971), Schauspieler
- Marilyn vos Savant (* 1946), Journalistin mit dem höchsten je gemessenen IQ
- Inken Steen, Literaturwissenschaftlerin und Journalistin
- Lauren Weinstein, Cartoonzeichnerin
- Mary Wickes (1910–1995), Schauspielerin
- Tennessee Williams (1911–1983), Dramatiker
- Olly Wilson, Komponist

### Wirtschaft
- William H. Danforth (1926–2020), Gründer von Ralston Purina
- Bob Gamm, Gründer von KangaRoos
- John F. McDonnell, ehemaliger Vorstandsvorsitzender von McDonnell Douglas
- William J. Shaw, Präsident von Marriott International Inc.
- Jack C. Taylor (1922–2016), Gründer von Enterprise Rent-A-Car

### Politik und öffentlicher Dienst
- Henry S. Caulfield  (1873–1966), ehemaliger Gouverneur von Missouri, 1929–1933
- Clark M. Clifford (1906–1998), ehemaliger US-Verteidigungsminister
- Earl Thomas Coleman (* 1943), Kongressabgeordneter aus Missouri
- Hal Daub (* 1941), Kongressabgeordneter aus Nebraska
- Alexander Monroe Dockery (1845–1926), ehemaliger Gouverneur von Missouri, 1901–1905
- Alan J. Dixon (1927–2014), US-Senator
- Leonidas C. Dyer (1871–1957), Kongressabgeordneter aus Missouri
- David R. Francis, ehemaliger Gouverneur von Missouri
- Harry B. Hawes (1869–1947), US-Senator
- Chic Hecht (1928–2006), US-Senator
- Thomas C. Hennings, Jr., US-Senator
- William L. Igoe (1879–1953), Kongressabgeordneter aus Missouri
- Siniša Mali (* 1972), serbischer Finanzminister
- Victor J. Miller, Bürgermeister der Stadt Saint Louis
- Ben Moreell, US-Navy-Admiral
- Roscoe C. Patterson (1876–1954), US-Senator
- Phyllis Schlafly (1924–2016), Autorin
- Ralph Tyler Smith (1915–1972), US-Senator
- Selden P. Spencer (1862–1925), US-Senator
- Leonor Sullivan (1902–1988), erste weibliche Kongressabgeordnete aus Missouri
- Jim Talent (* 1956), US-Senator
- Richard B. Teitelman, Richter
- Raymond Tucker, Bürgermeister der Stadt Saint Louis
- William H. Webster, ehemaliger Direktor von CIA und FBI
- Xenophon P. Wilfley (1871–1931), US-Senator
- George Howard Williams (1871–1963), US-Senator

### Wissenschaft
- J. Michael Bailey, Sexualwissenschaftler
- Gladys Elizabeth Baker (1908–2007), Mykologin und Hochschullehrerin
- Geoffrey Ballard (1932–2008), Fachmann für erneuerbare Energien
- Carl M. Bender, US-amerikanischer Physiker
- Colin B. Burke, Historiker
- Clyde Cowan (1919–1974), Mitentdecker des Neutrinos
- Lorrie Cranor, Informatikerin
- Liselotte Dieckmann (1902–1994), Romanistin und Komparatistin
- Philip H. Dybvig (* 1955), Wirtschaftswissenschaftler, Nobelpreis für Wirtschaftswissenschaften 2022
- Julian Hill, Chemiker, Mitentwickler von Nylon
- Edwin Gerhard Krebs (1918–2009), Medizin-Nobelpreisträger
- J. C. R. Licklider (1915–1990), Computerpionier
- Daniel Nathans (1928–1999), Medizin-Nobelpreisträger
- Stanley L. Paulson (* 1941), Rechtswissenschaftler und Philosoph
- Sol Spiegelman (1914–1983), Molekularbiologe
- Earl Wilbur Sutherland (1915–1974), Medizin-Nobelpreisträger

### Sport
- Jimmy Conzelman (1898–1970), Profi-Footballspieler
- Dal Maxvill, Profi-Baseballspieler
- Muddy Ruel, Profi-Baseballspieler
- George Herbert Walker (1875–1953), Golfer und Großvater bzw. Urgroßvater von George H. W. Bush und George W. Bush
- Steve Fossett (1944–2007), Ballonfahrer und Abenteurer